# Kostelecké Horky
Kostelecké Horky es una localidad del distrito de Rychnov nad Kněžnou, en la región de Hradec Králové, República Checa. Tiene una población estimada, a principios del año 2021, de 151 habitantes.
Está ubicada al noreste de la región, cerca de la orilla del río Orlice —un afluente derecho del río Elba— de los montes Orlické (Sudetes centrales) y de la frontera con Polonia y la región de Pardubice